# Médaille miraculeuse
La médaille miraculeuse, aussi connue comme médaille de Notre-Dame des Grâces, est le nom que la dévotion populaire catholique a donné à une médaille créée à la suite des apparitions mariales de la Rue du Bac en 1830, dans la chapelle Notre-Dame-de-la-Médaille-miraculeuse, à Paris, où une novice d'origine bourguignonne du couvent parisien des sœurs de la charité de Saint Vincent de Paul nommée Catherine Labouré (en religion sœur Catherine de la Charité) raconta à son confesseur avoir vu la Vierge Marie. Selon la tradition catholique, cette médaille fut frappée à la demande expresse de la Mère de Dieu, faite au cours de la deuxième apparition (27 novembre 1830) comme un témoignage d'amour, gage de protection et source de grâce.
Cette médaille, diffusée pour la première fois en 1832, en pleine épidémie de choléra à Paris et dans le reste de l'Europe connait un succès immédiat : en quelques années, plusieurs millions de médailles sont diffusées dans le monde. Très vite des « miracles » sont rapportés et attribués à cette médaille. Un des « miracles » les plus retentissants, et qui sera reconnu par l'Église catholique après un procès canonique, est la conversion d'un Juif, Alphonse Ratisbonne, en 1842. Sa conversion puis son entrée dans l'Ordre des Jésuites seront largement médiatisées.
Aujourd'hui encore, la « médaille miraculeuse » fait toujours l'objet d'une dévotion active, et elle est diffusée à plusieurs millions d'exemplaires chaque année.

## Origine et histoire
Le nom de « médaille miraculeuse » lui a été attribué parce que l'origine de cette médaille était « miraculeuse ». Dès le début de sa diffusion, il a été dit que la médaille avait été frappée d'après le dessin et le modèle vu par une religieuse anonyme, dans une vision. C'est pour cela que l'origine de la médaille était considérée comme « miraculeuse » et que la médaille prit ce nom. Par la suite, très vite, des porteurs de la médaille attribuèrent à cette médaille, et à la Vierge Marie, l'origine de « grâces reçues » ou de « protection », souvent résumés sous le terme de « miracles »,.

### Apparitions mariales

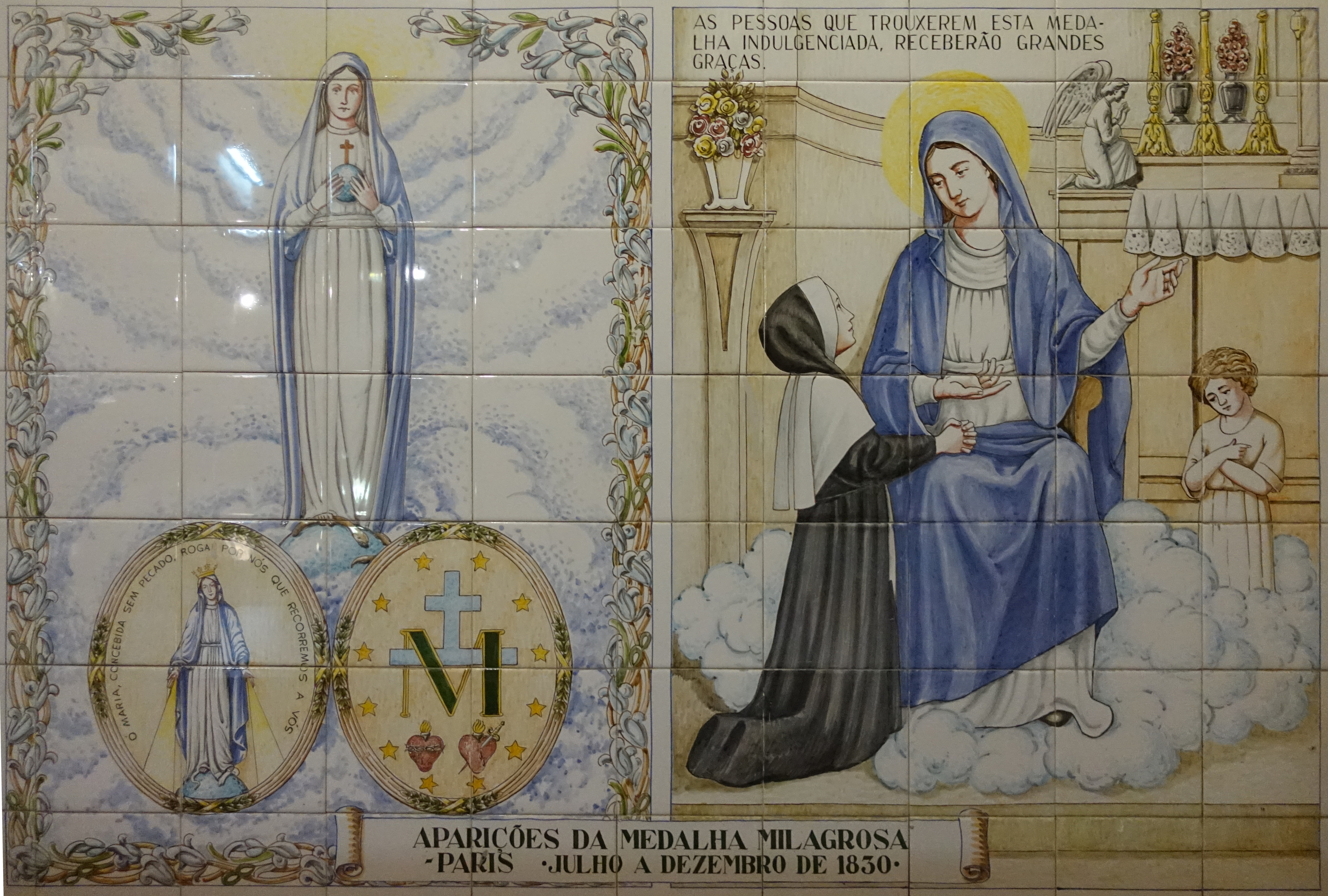
Azulejos représentant les 2 premières apparitions, Sanctuaire Notre-Dame de la Paix, à Ponte da Barca (Portugal).

Catherine Labouré, jeune fille de la campagne, rentre chez les Filles de la charité en janvier 1830 et elle est envoyée en avril de la même année au couvent installé rue du Bac à Paris, pour y faire son noviciat. Elle raconte avoir une première apparition de la Vierge le 18 juillet, lui annonçant qu'elle aurait « une mission à remplir ». Le 27 novembre, lors d'une autre vision, la Vierge lui montre l'avers  et le revers d'une médaille à faire frapper et diffuser, assurant que les « personnes qui la porteront jouiront d'une protection toute spéciale de la Mère de Dieu ». Une nouvelle vision en décembre 1830 l'encourage à insister auprès de son confesseur pour faire frapper cette médaille.

### Premières médailles

Vue deux faces de la médaille miraculeuse.

La jeune religieuse Catherine Labouré, toujours en phase de noviciat, parle de ses visions et de la « demande de la Vierge » à son directeur spirituel le père Aladel. Mais celui-ci se montre très hostile aux déclarations de cette novice. Catherine prononce ses vœux annuels en janvier 1831, et elle part à l'hospice d'Enghien. La jeune religieuse insiste auprès du prêtre qui, réticent, consulte le Supérieur de la congrégation et ils décident de porter l'affaire à l'archevêque de Paris, Mgr de Quélen, sans lui révéler l'identité de Catherine. L'évêque n'émet pas d'objection et déclare : « Nul inconvénient à frapper la médaille. Elle n'a rien que de très conforme à la foi et à la piété. Elle peut contribuer à faire honorer Dieu ». Mais l'archevêque se montre prudent sur la « vision » de la religieuse à l'origine de la médaille, et demande que celle-ci ne soit pas divulguée, concluant « qu'on jugera l'arbre à ses fruits ».
Les premières médailles sont frappées en juin 1832, et aussitôt diffusées. Paris est alors victime d'une épidémie de choléra, partie de Moscou et qui frappe la capitale au printemps 1832. Les Sœurs de la Charité (dont fait partie Catherine Labouré), qui œuvrent au service des victimes de l'épidémie contribuent à la diffusion de la médaille. Certains rapportent des cas de « guérisons inexpliquées grâce à la médaille ». Cette médaille devient extrêmement populaire; elle se répand dans toute la France et dans le monde à très grande vitesse : en sept ans, plus de 10 millions de médailles sont frappées et répandues dans le monde entier.
En février 1834, cette médaille est déjà dite « miraculeuse », sans qu’aucun lien ne soit encore fait avec Catherine Labouré et les visions mariales dont elle aurait été gratifiée. La médaille, communément appelée « médaille miraculeuse », doit ce titre « non pas au fait qu'elle serait, en soi, magique, mais parce que son origine est miraculeuse ». Une brochure publiée le 20 août 1834 (intitulée Notice historique sur l'origine et les effets d'une nouvelle médaille en l'honneur de l'Immaculée Conception de la Très Sainte Vierge Marie, généralement connue sous le nom de la Médaille miraculeuse) est très vite diffusée à plusieurs dizaines de milliers d'exemplaires. Cette brochure indique que la médaille a été réalisée d'après les indications d'une religieuse qui avait eu une « vision », mais sans donner son nom ni d'éléments permettant de l'identifier.

### Diffusion et succès
La diffusion de la médaille est très rapide : en 1834, plus de 500 000 médailles sont distribuées, en sept ans plus de 10 millions de médailles sont frappées et répandues dans le monde entier, en 1876, le cap du milliard de médailles diffusées est dépassé,.
Une enquête canonique approfondie est faite en 1836. L'archevêque de Paris demande à interroger personnellement la visionnaire, mais le père Aladel (son confesseur) refuse et tient tête à Mgr de Quélen, préservant ainsi l'anonymat de la voyante. Dans ses conclusions (le 13 juillet 1836), on lit que « la médaille a son origine dans une vision spirituelle. Elle est une illustration de ce qu’aurait vu une sœur de la charité de Saint Vincent de Paul dans la chapelle de communauté (le nom de Catherine Labouré n’est pas mentionné) [...] Il est émis l'opinion que la vision ne pouvait pas être purement imaginaire, s’étant présentée plusieurs fois [...]. Elle n'était pas l'effet d'un rêve, ni le produit d'une imagination exaltée, ayant eu lieu durant la journée, au cours de la prière ou de la messe [...] Les effets de la médaille [...] semblent être des moyens par lesquels le ciel semble avoir confirmé la réalité de la vision, la vérité des dires de la visionnaire et avoir approuvé le tirage et la propagation de la médaille ».
Au XXe siècle, la diffusion de la « médaille miraculeuse » connaît une nouvelle impulsion grâce à saint Maximilien-Marie Kolbe et aux mouvements qu’il suscite, ou qui se sont inspirés de son apostolat marial. De fait, ce jeune religieux des Tiers Mineurs Conventuels choisit la « médaille miraculeuse » comme le signe distinctif pour les membres de la Mission de l’Immaculée qu’il fonde à Rome en 1917.
Aujourd'hui encore, il se vend chaque année 4 millions de médailles dans la seule chapelle de la Rue du Bac.

### Drapeau européen

Le drapeau européen, Arsène Heitz, a choisi les douze étoiles en invoquant le même symbole biblique que la Médaille

L'auteur du dessin du drapeau européen, Arsène Heitz revendique lui-même, en 1987, son rôle dans la conception de la maquette du drapeau ainsi que dans l’inspiration religieuse de son dessin. Il affirme en effet que « le drapeau de l’Europe est le drapeau de Notre-Dame ». Le fonctionnaire du Conseil de l’Europe, en août 1987 a déclaré « C’est à moi qu’on a demandé de dessiner le Drapeau de l’Europe. J’ai eu subitement l’idée d’y mettre les Douze étoiles de la 
Médaille miraculeuse de la Rue du Bac, sur fond bleu. Mon projet a été adopté à l’unanimité, le 8 décembre 1955, fête de l'Immaculée Conception. »,.

## Description de la médaille
La forme de la médaille est ovale.

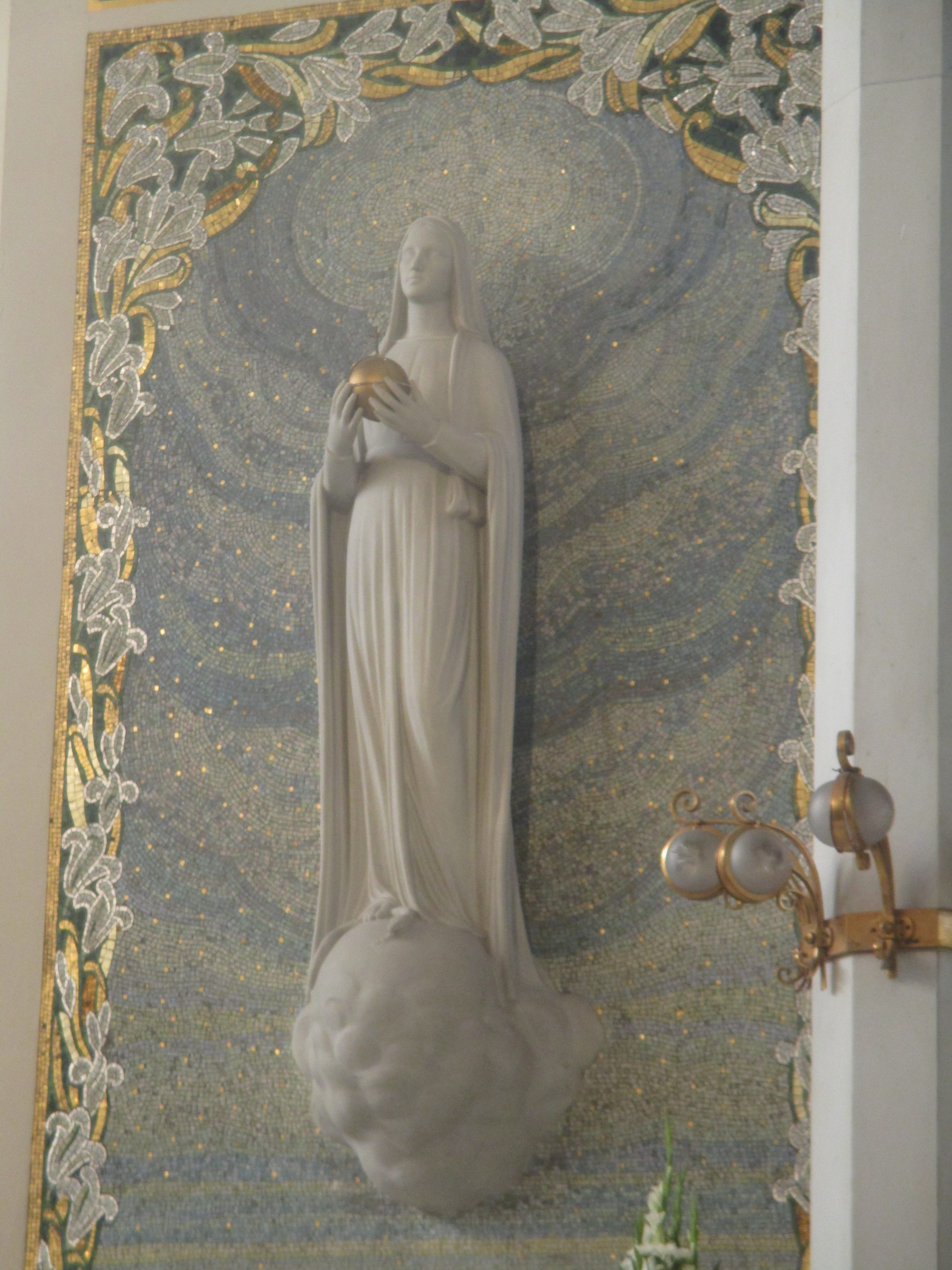
Statue de la Vierge portant le globe, dans la chapelle de la Rue du Bac.

À noter que la description initiale de Vierge pour la médaille, donnée par Catherine était légèrement différente : la Vierge portait un globe doré surmonté d'une croix, que l'on ne retrouve pas dans l'iconographie de la médaille. Dans sa vision, le mouvement de la Vierge consistant à incliner les mains vers le bas, était un second mouvement, et une seconde position. C'est celle qui a été retenue pour la réalisation de la médaille. La statue de la Vierge au globe a été réalisée et installée dans la chapelle de la Rue du Bac des années plus tard. Quand une religieuse de la congrégation, sœur Dufès, évoquera la différence entre la vision de la Vierge au globe, et la représentation sur la médaille, en interrogeant la visionnaire sur la question de « faut-il modifier le dessin de la médaille ? », Catherine répondra fermement « sûrement pas ! ». La représentation du visuel de la médaille est donc resté inchangé et conforme à la dernière vision de la religieuse en décembre, et tel que le père Aladèle l'avait retranscrit en 1832. Un frère franciscain américain a néanmoins fait tirer quelques médailles de la « Vierge au globe »,.

### Iconographie de l’avers

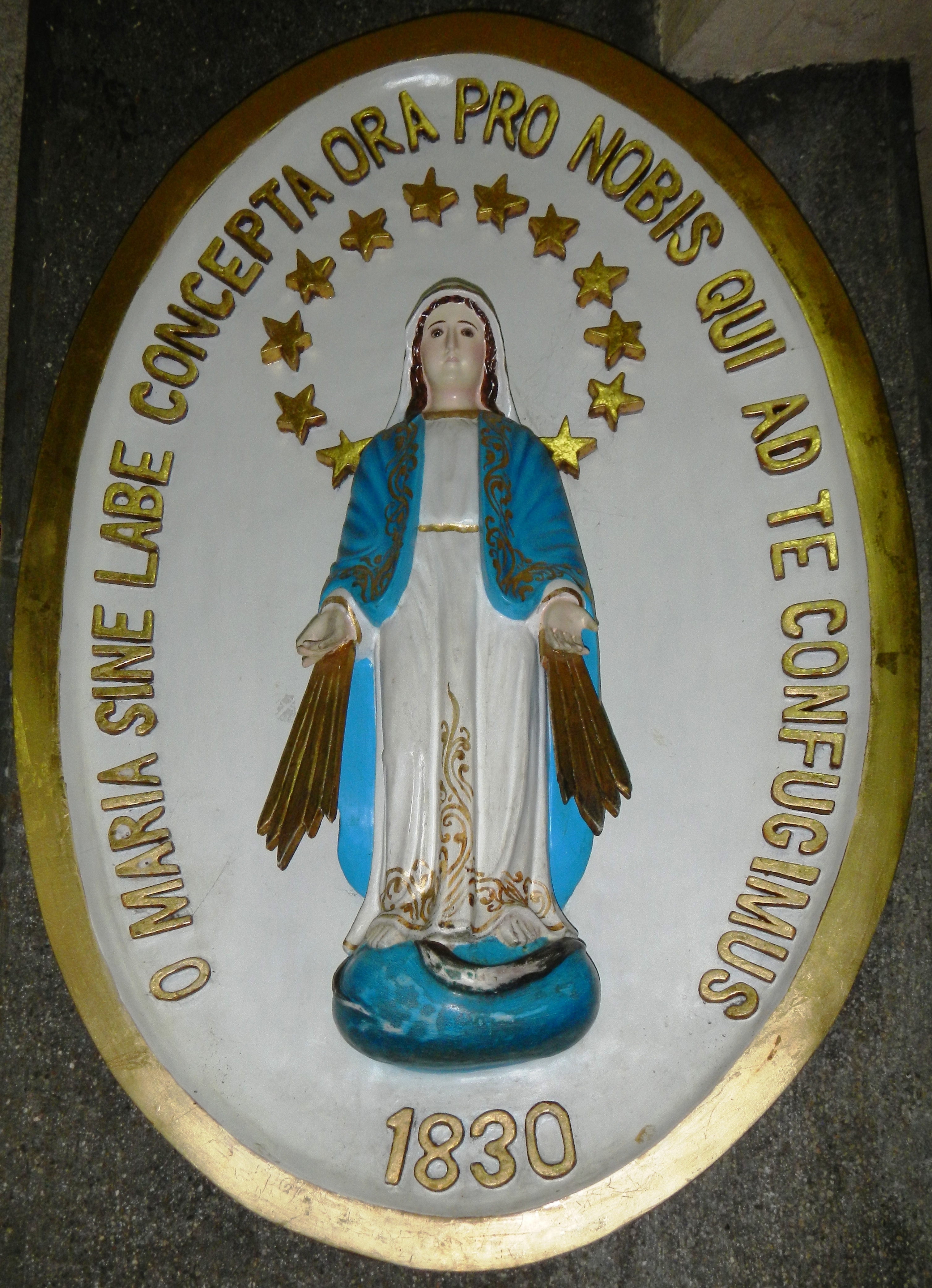
Vue de l'avers de la médaille, dans une église de Muntinlupa (Philippines).

- La Vierge Marie est représentée en pied, les bras légèrement détachés du corps et les mains ouvertes, étendues vers la terre, en geste d’ouverture et de don.
- Le serpent, sous les pieds de Marie est écrasé. Cela évoque l’image de la Genèse (Gn 3,15): « je mettrai l’hostilité entre toi et la femme [...] Celle-ci te meurtrira à la tête et toi, tu la meurtriras au talon ». Dans la lutte entre le bien et le mal (symbolisé par le serpent) Marie vient à notre aide.
- Les rayons de lumière symbolisent les grâces qui sont obtenues par l’intercession[N 5] de la Vierge Marie[11].
- La prière « Ô Marie conçue sans péché, priez pour nous qui avons recours à vous » circule le long du bord de la médaille, entourant la Vierge Marie. « Marie conçue sans péché » évoque le dogme marial de « l'Immaculée Conception », proclamé en 1854 par le pape, et que l'on retrouve lors des apparitions de Lourdes en 1858 : « Je suis l’Immaculée Conception »[14]. Cette prière est l’invocation suggérée pour en obtenir la grâce souhaitée[2].
- 1830 est l’année des trois apparitions successives de la Vierge Marie à Catherine Labouré.

### Iconographie du revers

Revers de la médaille.

Les éléments du revers sont les suivants :
- Au centre, la lettre « M » pour Marie. La lettre entrelace une barre transversale qui soutient le pied de la Croix[11]. Ce « M » entrelacé avec la croix de Jésus rappelle le lien indéfectible qui les unit[7].
- Les douze étoiles[15] symbolisent les douze tribus d'Israël et les douze apôtres. Marie se trouve au cœur du peuple d’Israël et de l’Église. Nous retrouvons ces 12 étoiles dans un passage du livre de l'Apocalypse avec la Femme de l'Apocalypse (Ap 12,1).
- Le cœur encerclé d’une couronne d’épines est le cœur de Jésus (Sacré-Cœur)[11]. Jésus a révélé à Marguerite-Marie Alacoque le cœur du Christ, symbole de son amour infini et sans limite[7].
- Le cœur transpercé par une épée est le cœur immaculé de Marie[11], inséparable de celui de Jésus, « comme pour représenter la douleur d’une mère voyant son enfant souffrir. »[7],[N 6]. Même aux moments les plus tragiques de la passion et la mort du Christ, Marie était là, partageant sa souffrance.
- La barre et la Croix symbolisent l’épreuve. La célébration eucharistique, dans la vie chrétienne, actualise le sacrifice de la Crucifixion.

## Vénération et grâces

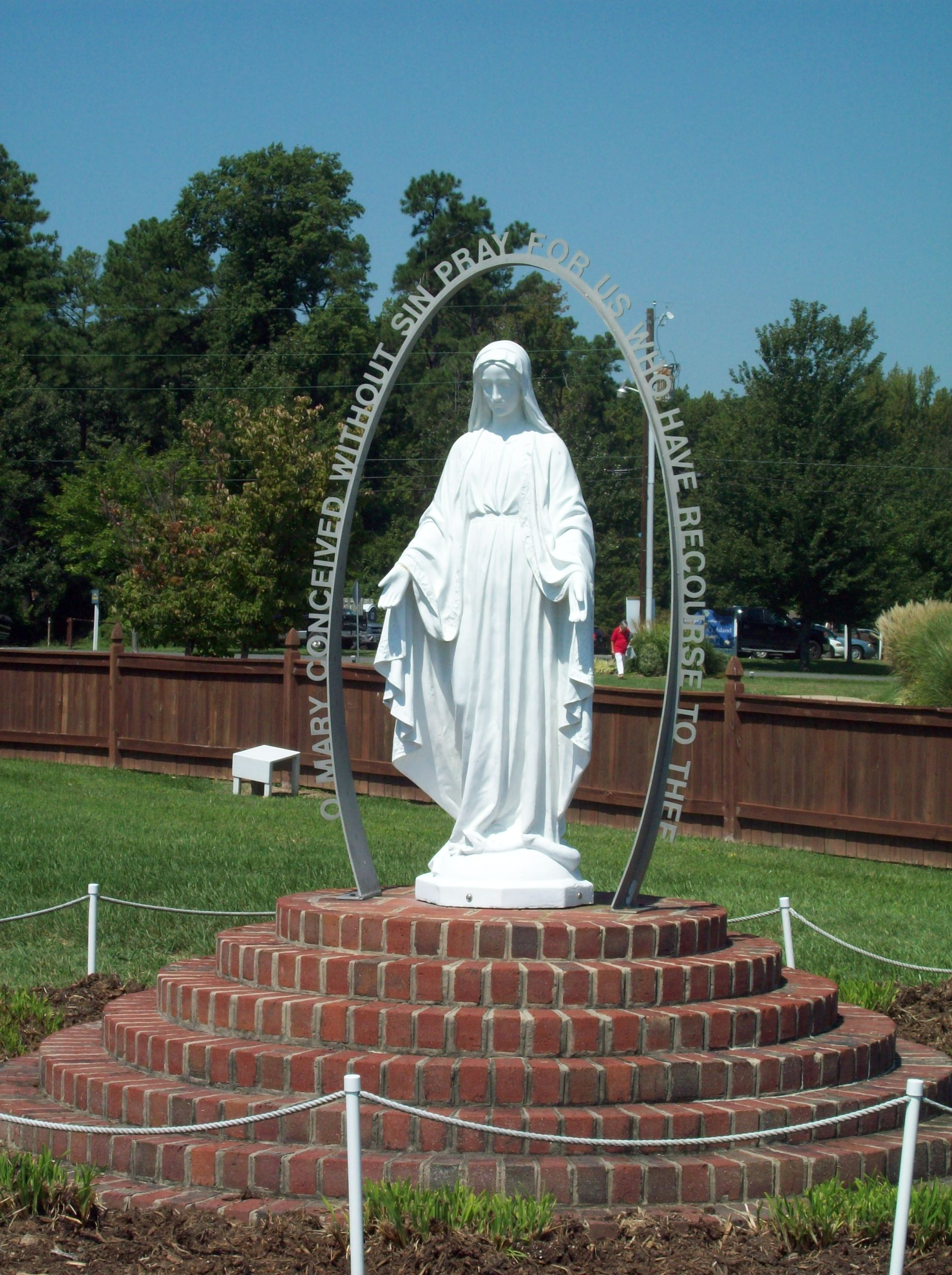
La médaille érigée en statue à Coltons Point, dans le Maryland (États-Unis)

- « Par faveur spéciale du pape », le 1er janvier 1839, la fête de l’Immaculée Conception est autorisée dans le diocèse de Paris, et l’invocation, « Marie conçue sans péché » est introduite dans les litanies de la Vierge.
- En 1842, Alphonse Ratisbonne, juif, frère de Théodore précédemment converti en 1827 (vicaire à l'époque), et fils de banquier strasbourgeois , porte la médaille sur lui, lorsqu’il visite la basilique Sant'Andrea delle Fratte, à Rome. Il a une vision de la Vierge Marie et se convertit au catholicisme[16].
- En 1878, une congrégation religieuse féminine, consacrée au soin des malades et des moribonds, est fondée en Slovénie: ce sont les Sœurs de Marie de la Médaille miraculeuse.
- En 1894, la Congrégation des rites autorise l’instauration de la fête liturgique de l'apparition de la médaille miraculeuse, célébrée le 27 novembre[17].
- La médaille a une diffusion massive et universelle. Très nombreux sont les chrétiens (et autres[réf. souhaitée]) qui la portent. On signale ici ou là des grâces exceptionnelles qui lui sont attribuées[réf. souhaitée].
- Plusieurs églises ou chapelles dans le monde sont consacrées à Notre-Dame de la médaille miraculeuse. Ainsi à Paris, à Hamrun (Malte), à Ridgewood (New-York), à Toronto. Il en existe également un monument dans le Maryland[N 7].